# Sula Wolff
Sulamith Wolff ou Sula Wolff (1 de março de 1924 - 21 de setembro de 2009) foi uma psiquiatra britânica de origem alemã, considerada (junto com Michael Rutter) uma dos fundadoras da pedopsiquiatria no Reino Unido.
Judia e nascida em Berlim, a sua familia teve que fugir quando o Partido Nazi tomou o poder. Wolff foi admitida na escola médica da Universidade de Oxford, tendo completado o curso em 1947.
Wolff fez o seu treino como psiquiatra no Maudsley Hospital, onde se interessou pelos problemas psicológicos das crianças. Aí também conheceu Henry Walton, um psiquiatra sul-africano que fez investigações pioneiras na áreas das perturbações de personalidade e da educação médica, com que mais tarde se casou na Cidade do Cabo, onde Wolff foi a primeira pedopsiquiatra a exercer. O casal Wolff/Walton acabou por abandonar a África do Sul, indo trabalhar, primeiro para Nova York, e mais tarde (1962) fixando-se em Edimburgh. Foi aí que Wolff escreveu Children under Stress.
Em 1966, tornou-se consultura de Psiquiatria no Royal Hospital for Sick Children de Edimburgh. Ela e o marido permaneceram no Departamento de Psiquiatria da Universidade de Edimburgh até à reforma.
Grande parte da investigação e prática clínica de Wolff incidiu sobre crianças "esquizóides", isto é, solitárias e com uma intensa vida imaginária.

## Livros
- Children Under Stress, Penguin Press: London (1969)
- Childhood and Human Nature: The Development of Personality, Routledge: London (1989)
- Loners: the Life Path of Unusual Children, Routledge: London (1995)